# Memons

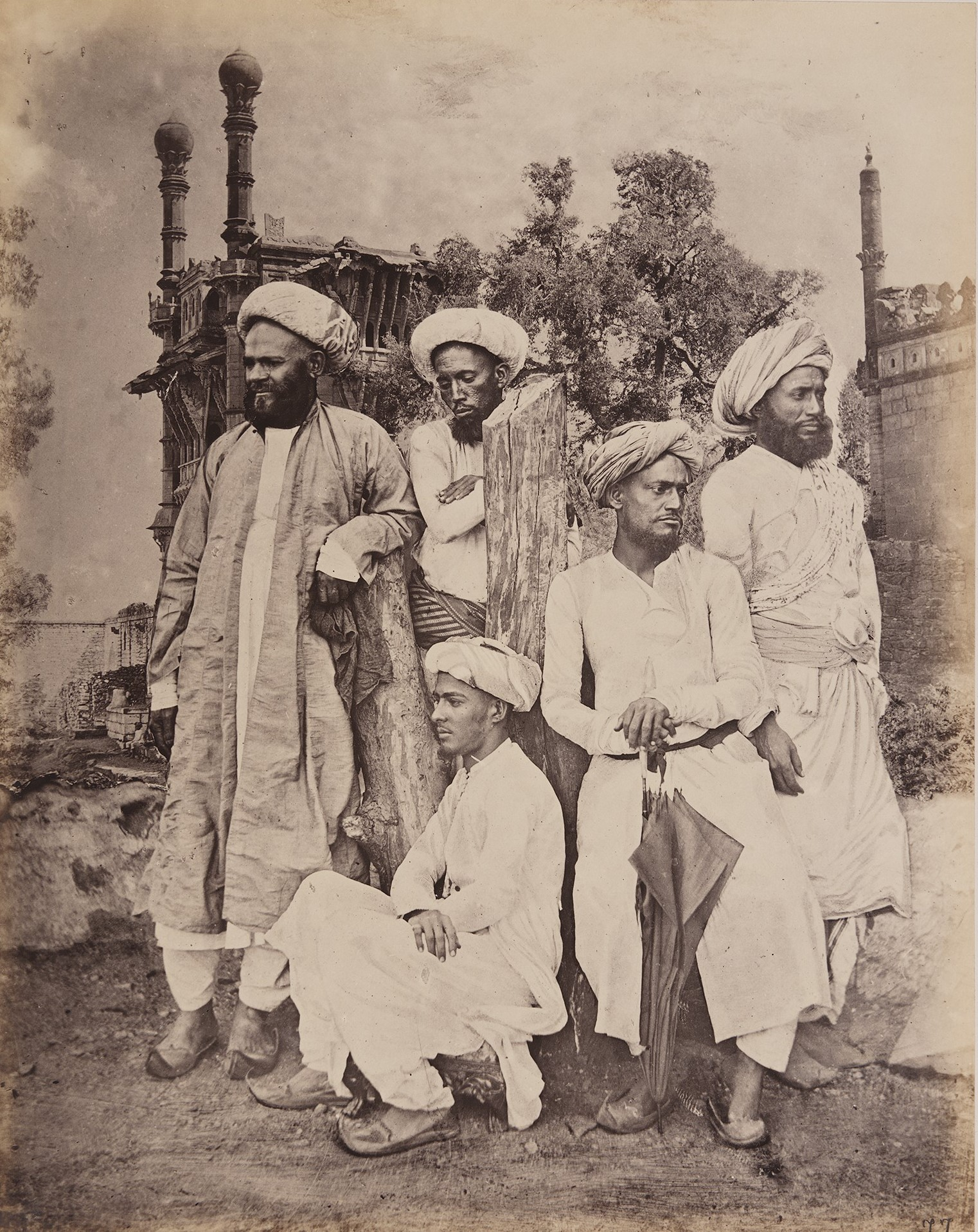
Grup de memons a mitjans del.

Els memons són una de les tres comunitats de comerciants del Gujarat (les altres són els bohores i els khodges). Haurien adoptat l'islam al segle xii i el seu nom derivaria de l'àrab mumin (creient) havent sorgit de les castes comerciants hindús dels kuchch banies i lohanes (de Kuchch i de Sind). Establerts inicialment a Surat van començar a emigrar a Bombai al final del segle xviii i en massa el 1813 després de la fam de Gujarat. El 1947 molts van emigrar al Pakistan i alguns són dels més rics de Karachi. La seva bandera de fet és verda amb l'asahada blanca.